# Jan Brander

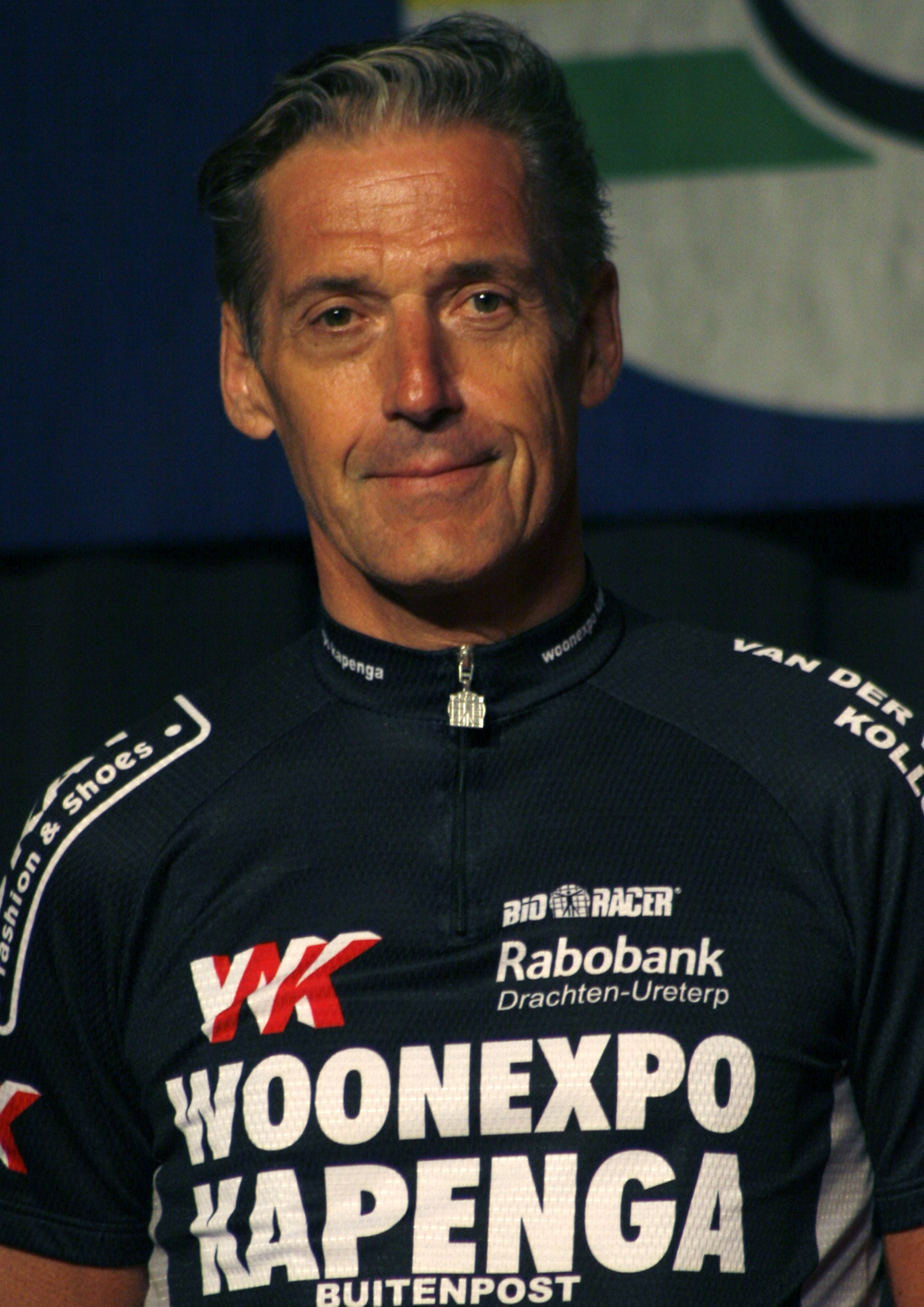

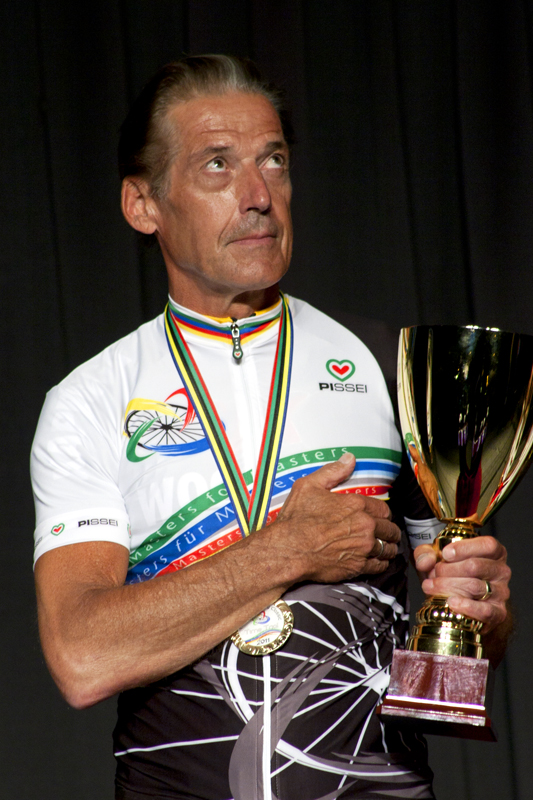
Wereldkampioen 2011

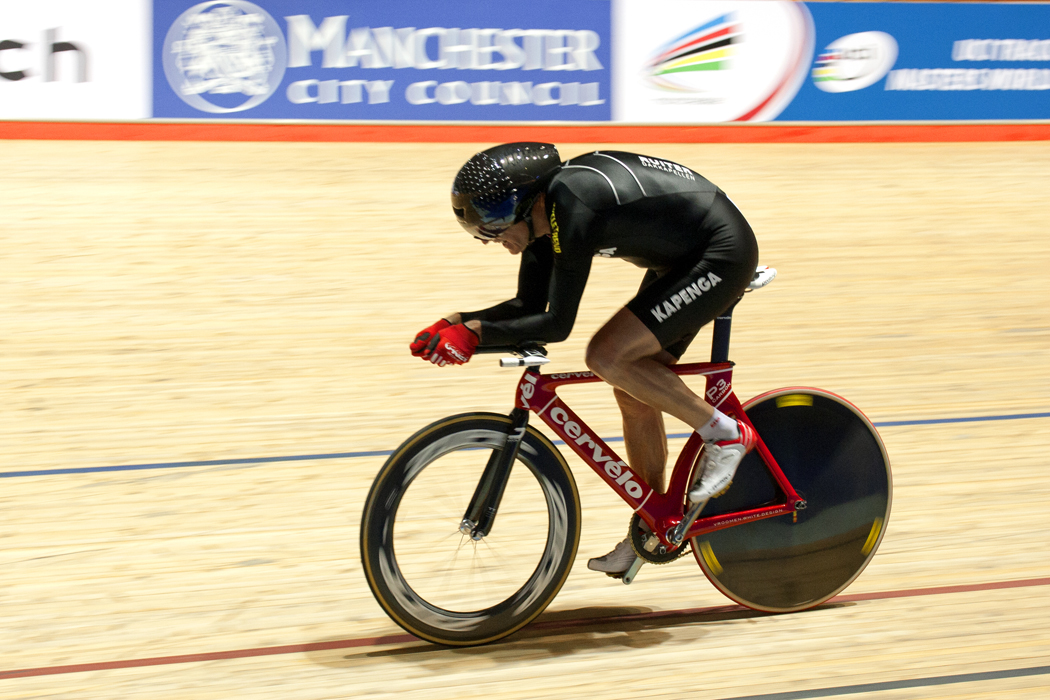
Werelduurrecord 65+ Manchester 2012

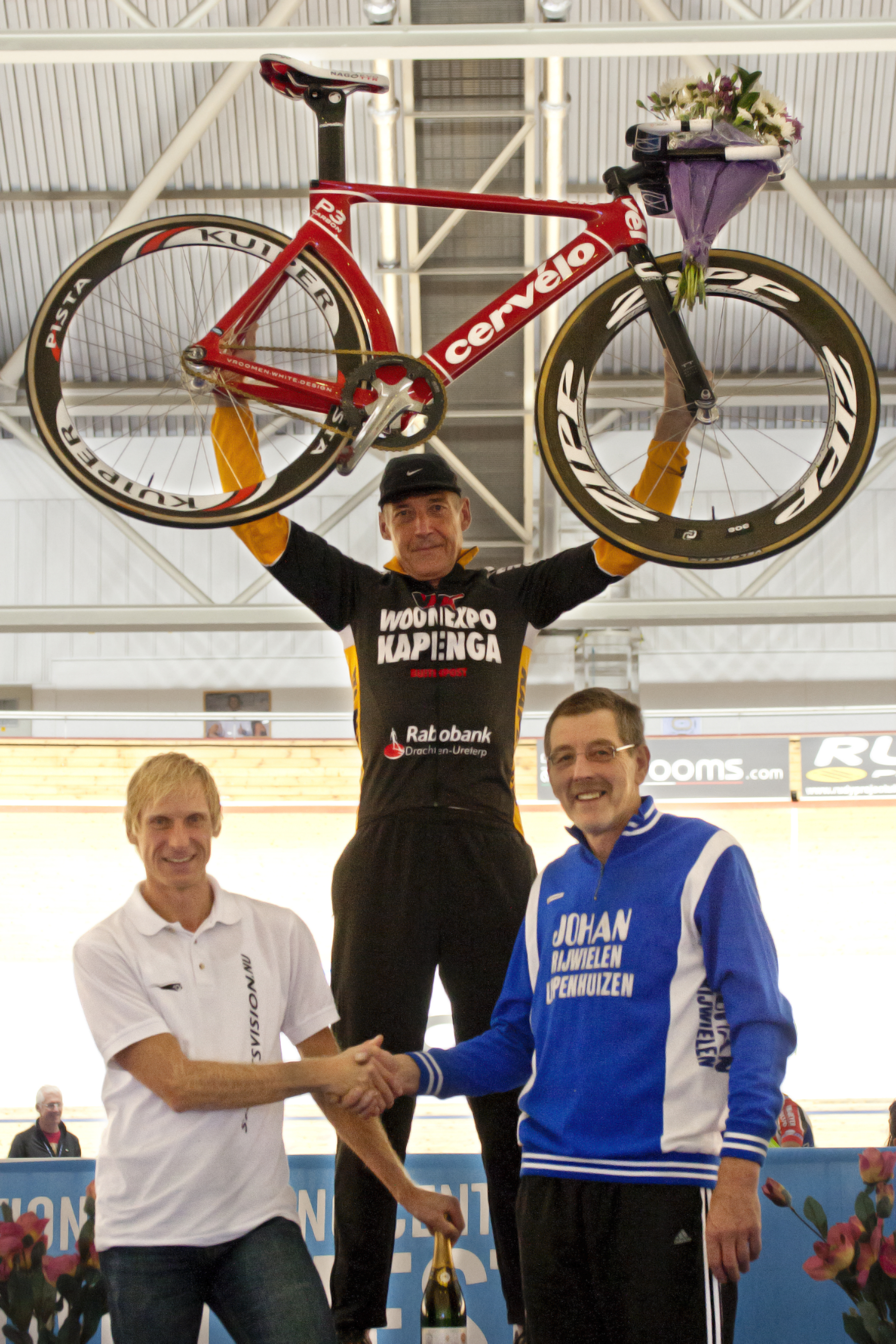
In Manchester met mecanicien Johan Rijwielen

Jan Brander (Warga, 3 februari 1947) is een Nederlandse amateurwielrenner, die sinds oktober 2012 houder is van het UCI-werelduurrecord voor vijfenzestigplussers (43,742 km).
Brander werd geboren in Warga, maar groeide op in Hilversum en later Duurswoude (sinds 1974 deel van Wijnjewoude). Hij was makelaar in Drachten, maar werkt tegenwoordig voor het makelaarsbedrijf Dijkvast en woont tegenwoordig in Ureterp.
Op sportief gebied was Brander aanvankelijk actief als amateurvoetballer, maar in 1996, toen hij vijftig jaar oud was, begon hij met wielrennen. Hij won ongeveer 160 wegwedstrijden en tijdritten en werd vijfmaal Nederlands kampioen tijdrijden in de categorie 50+. Brander deed tienmaal mee aan het Nederlands Kampioenschap op de weg, waarbij hij negen keer in de top tien finishte. In april 2007 behaalde hij op de wielerbaan van Alkmaar het werelduurrecord in de categorie 60+ (43,369 km), waarmee hij tevens ruim € 13.000 voor een goed doel ophaalde.
In mei 2008 ontving Brander voor zijn sportprestatie de Gonnie Brouwer waarderingsprijs.
Op 11 oktober 2012 zette Brander (65) tijdens het UCI WK Masters Baanwielrennen in Manchester een nieuw werelduurrecord op zijn naam. Met een gemiddelde tijd 43,742 km per uur overklaste hij ruimschoots het oude record van Jean-Pierre Demenois. Deze reed in januari 2011 in Mexico 42,614 km per uur.

## Resultaten
2001
- Kampioen DK Noord Amateurs B Weg

2003
- Kampioen DK Noord Amateurs B Weg

2004
- Kampioen DK Noord Masters Tijdrijden

2005
- NED Kampioen Open NK Masters 50+
- 4e plaats UCI WK Time Trial Masters 50+
- Kampioen DK Noord Masters 50+ Tijdrijden
- Kampioen DK Noord Masters 40+ Weg

2006
- NED Kampioen Open NK Masters 50+
- 2e plaats NK Masters 50+
- 3e plaats UCI WK Time Trial Masters 50+

2007
- Werelduurrecord categorie 60+
- 2e plaats UCI WK Time Trial Masters 60+
- Kampioen DK Noord Masters 50+ Tijdrijden
- Kampioen DK Noord Masters 50+ Weg

2008
- NED Kampioen NK Masters 60+
- 3e plaats UCI WK Time Trial Masters 60+
- Kampioen DK Noord Masters 50+ Tijdrijden
- Kampioen DK Noord Masters 50+ Weg

2009
- NED Kampioen NK Masters 60+
- 9e plaats UCI WK Time Trial Masters 60+ (met lekke band)
- Kampioen DK Noord Masters 50+ Tijdrijden
- Kampioen DK Noord Masters 40+ Weg

2011
- Wereldkampioen Time Trial Masters 60+
- NED Kampioen NK Masters 60+

2010
- Kampioen DK Noord Masters 60+ Tijdrijden

2012
- Werelduurrecord categorie 65+
- 2e plaats WK Time Trial Masters 60+
- Kampioen DK Noord Masters 60+ Tijdrijden